# Adenilat kinaza
Adenilat kinaza (EC 2.7.4.3, miokinaza, 5'-AMP-kinaza, adenilna kinaza, adenilokinaza) je enzim sa sistematskim imenom ATP:AMP fosfotransferaza. Ovaj enzim katalizuje sledeću hemijsku reakciju
ATP + AMP {\displaystyle \rightleftharpoons } 2 ADP
Neorganski trifosfat takođe može da deluje kao donor.

## Spoljašnje veze
- Adenylate+kinase на 